# Saurier
Saurier est une commune française, située dans le département du Puy-de-Dôme en région Auvergne-Rhône-Alpes.

## Géographie
Blotti au bord de la Couze Pavin, le village est dominé par l'imposante masse du pic volcanique du Brionnet, surmonté d'une petite chapelle, d'où se découvre un large panorama sur les reliefs environnants (chaîne des Puys, monts Dore, massif du Cézallier…)
Au bord de la Couze Pavin existe un réseau de sources salées accueillant une végétation halophyte.

### Climat
Pour des articles plus généraux, voir Climat d'Auvergne-Rhône-Alpes et Climat du Puy-de-Dôme.
En 2010, le climat de la commune est de type climat des marges montargnardes, selon une étude du Centre national de la recherche scientifique s'appuyant sur une série de données couvrant la période 1971-2000. En 2020, Météo-France publie une typologie des climats de la France métropolitaine dans laquelle la commune est exposée à un climat de montagne ou de marges de montagne et est dans la région climatique  Nord-est du Massif Central, caractérisée par une pluviométrie annuelle de 800 à 1 200 mm, bien répartie dans l’année. 
Pour la période 1971-2000, la température annuelle moyenne est de 9,8 °C, avec une amplitude thermique annuelle de 15,4 °C. Le cumul annuel moyen de précipitations est de 751 mm, avec 9,3 jours de précipitations en janvier et 7,2 jours en juillet. Pour la période 1991-2020, la température moyenne annuelle observée sur la station météorologique de Météo-France la plus proche, « Plauzat_sapc », sur la commune de Plauzat à 12 km à vol d'oiseau, est de 11,3 °C et le cumul annuel moyen de précipitations est de 606,8 mm,. Pour l'avenir, les paramètres climatiques de la commune estimés pour 2050 selon différents scénarios d'émission de gaz à effet de serre sont consultables sur un site dédié publié par Météo-France en novembre 2022.

## Urbanisme

### Typologie
Au 1er janvier 2024, Saurier est catégorisée commune rurale à habitat dispersé, selon la nouvelle grille communale de densité à sept niveaux définie par l'Insee en 2022.
Elle est située hors unité urbaine. Par ailleurs la commune fait partie de l'aire d'attraction d'Issoire, dont elle est une commune de la couronne,. Cette aire, qui regroupe 53 communes, est catégorisée dans les aires de moins de 50 000 habitants,.

### Occupation des sols
L'occupation des sols de la commune, telle qu'elle ressort de la base de données européenne d’occupation biophysique des sols Corine Land Cover (CLC), est marquée par l'importance des territoires agricoles (57,7 % en 2018), une proportion identique à celle de 1990 (57,7 %). La répartition détaillée en 2018 est la suivante : 
zones agricoles hétérogènes (49 %), forêts (28,9 %), milieux à végétation arbustive et/ou herbacée (13,4 %), prairies (8,8 %). L'évolution de l’occupation des sols de la commune et de ses infrastructures peut être observée sur les différentes représentations cartographiques du territoire : la carte de Cassini (XVIIIe siècle), la carte d'état-major (1820-1866) et les cartes ou photos aériennes de l'IGN pour la période actuelle (1950 à aujourd'hui).

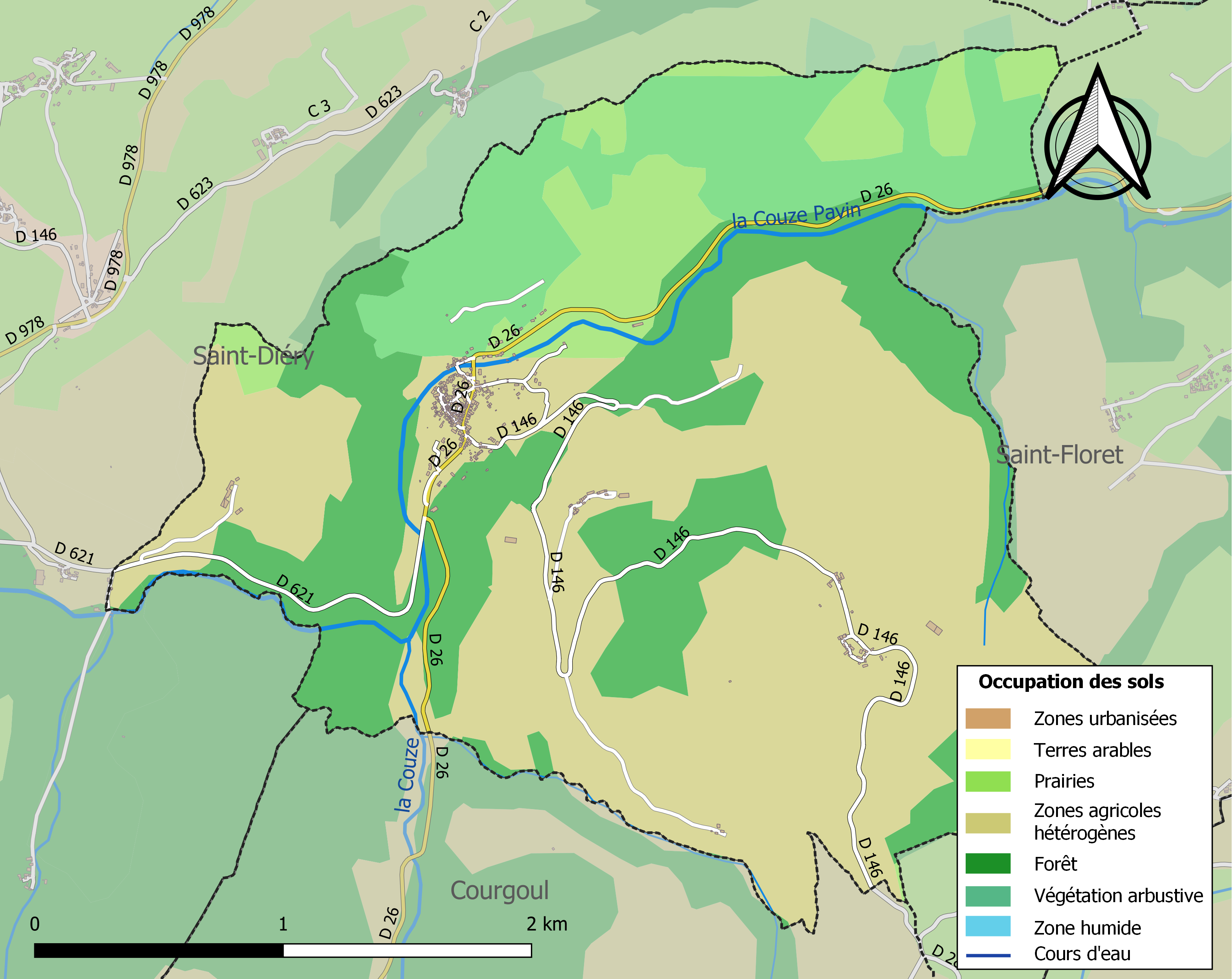
Carte des infrastructures et de l'occupation des sols de la commune en 2018 (CLC).

## Histoire
Incontournable village du Dauphiné d’Auvergne, l’histoire se lit au fil de ses ruelles étroites d’ancien village fortifié.
Pont médiéval, porte à mâchicoulis, maison du Louvetier, maison forte, église romane, autant de merveilles à découvrir hors des sentiers battus.

## Politique et administration

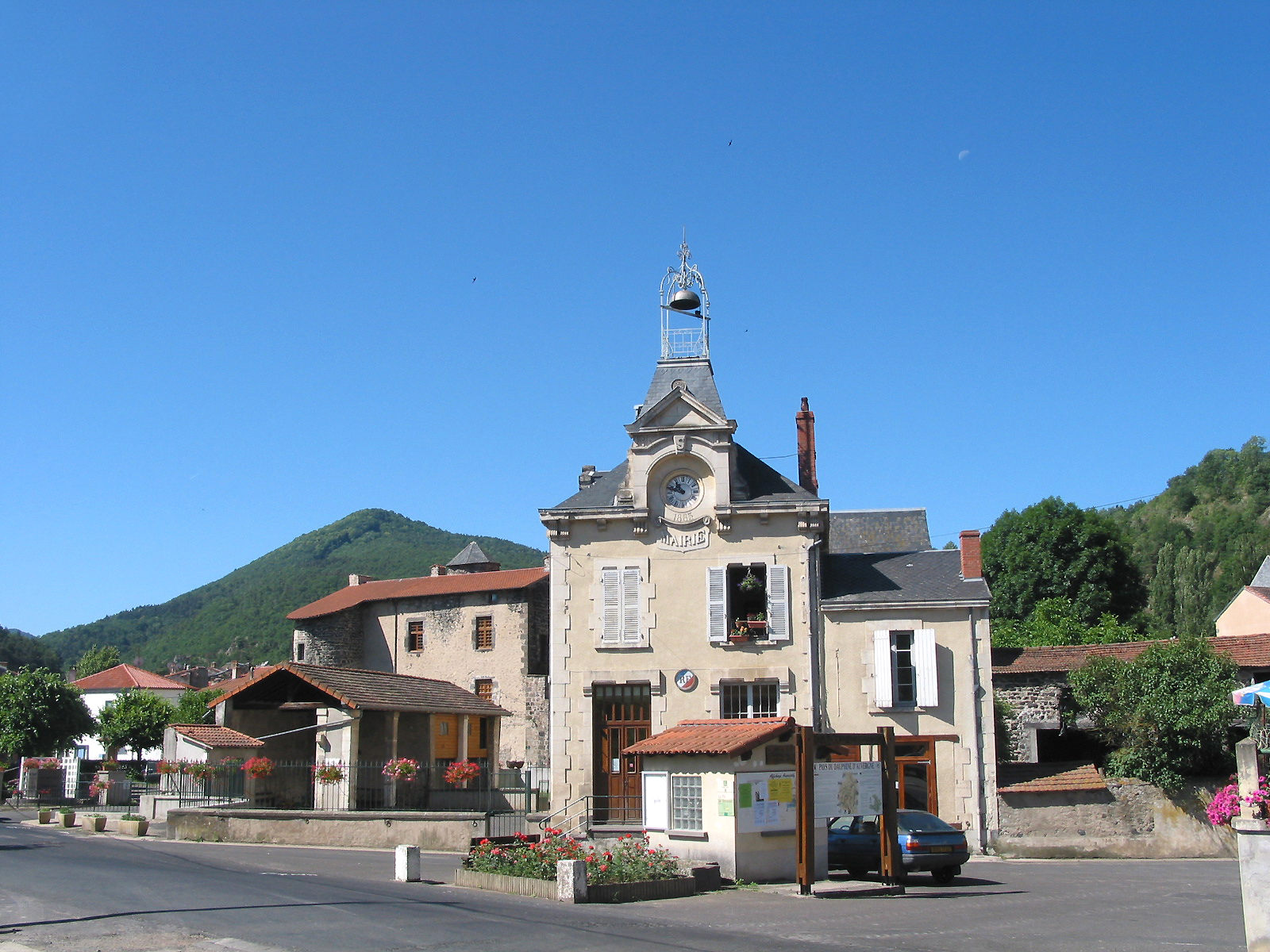
Mairie en 2003.

| Période                                  | Période                         | Identité         | Étiquette | Qualité           |
| ---------------------------------------- | ------------------------------- | ---------------- | --------- | ----------------- |
| Les données manquantes sont à compléter. |                                 |                  |           |                   |
| 2008                                     | En cours (au 17 septembre 2020) | Philippe Dubost, |           | Agent territorial |

## Population et société

### Démographie
L'évolution du nombre d'habitants est connue à travers les recensements de la population effectués dans la commune depuis 1793. Pour les communes de moins de 10 000 habitants, une enquête de recensement portant sur toute la population est réalisée tous les cinq ans, les populations de référence des années intermédiaires étant quant à elles estimées par interpolation ou extrapolation. Pour la commune, le premier recensement exhaustif entrant dans le cadre du nouveau dispositif a été réalisé en 2006.

En 2022, la commune comptait 248 habitants, en évolution de −6,77 % par rapport à 2016 (Puy-de-Dôme : +2,1 %, France hors Mayotte : +2,11 %).
| 1793 | 1800 | 1806 | 1821 | 1831 | 1836 | 1841 | 1846 | 1851 |
| ---- | ---- | ---- | ---- | ---- | ---- | ---- | ---- | ---- |
| 484  | 604  | 502  | 497  | 581  | 528  | 543  | 560  | 532  |

| 1856 | 1861 | 1866 | 1872 | 1876 | 1881 | 1886 | 1891 | 1896 |
| ---- | ---- | ---- | ---- | ---- | ---- | ---- | ---- | ---- |
| 505  | 494  | 480  | 533  | 518  | 533  | 561  | 528  | 540  |

| 1901 | 1906 | 1911 | 1921 | 1926 | 1931 | 1936 | 1946 | 1954 |
| ---- | ---- | ---- | ---- | ---- | ---- | ---- | ---- | ---- |
| 507  | 538  | 466  | 348  | 374  | 316  | 285  | 294  | 273  |

| 1962 | 1968 | 1975 | 1982 | 1990 | 1999 | 2006 | 2011 | 2016 |
| ---- | ---- | ---- | ---- | ---- | ---- | ---- | ---- | ---- |
| 247  | 226  | 191  | 185  | 190  | 188  | 220  | 235  | 266  |

| 2021 | 2022 | - | - | - | - | - | - | - |
| ---- | ---- | - | - | - | - | - | - | - |
| 258  | 248  | - | - | - | - | - | - | - |

## Culture locale et patrimoine

### Lieux et monuments
Sur le territoire de la commune, six édifices sont protégés au titre des monuments historiques :
- un ancien fort villageois du XVIe siècle, entièrement édifié en pierre volcanique ; ce fort rénové depuis 1995 est inscrit depuis 1989[18] ;
- une porte de ville subsistant des anciennes fortifications inscrite depuis 1926[19] ;
- un pont médiéval du XVe siècle qui enjambe la Couze Pavin et au milieu duquel se trouve un petit oratoire classé en 1907[20] ;
- la maison du Louvetier du début du XVIe siècle qui rappelle l'existence de cette institution de l'Ancien Régime, inscrite en 1989[21] ;
- l'église romane Sainte-Radegonde dont la nef, partie la plus ancienne, date du XIe siècle, inscrite en 1960[22] ;
- la chapelle Notre-Dame du Mont-Carmel du XVIIe siècle, restaurée en 1877[23], située au sommet du pic de Brionnet, inscrite en 1939[24].

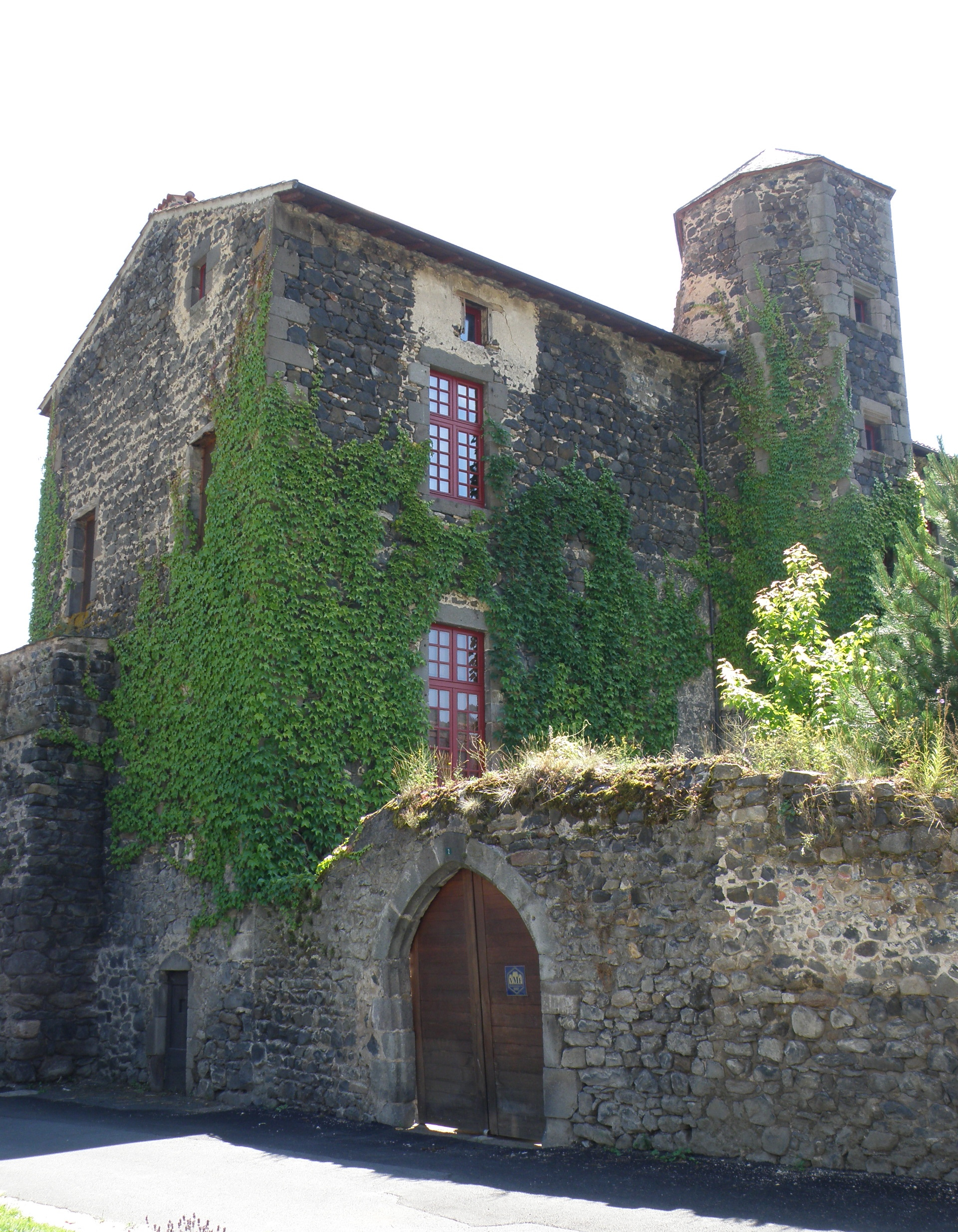
Château.
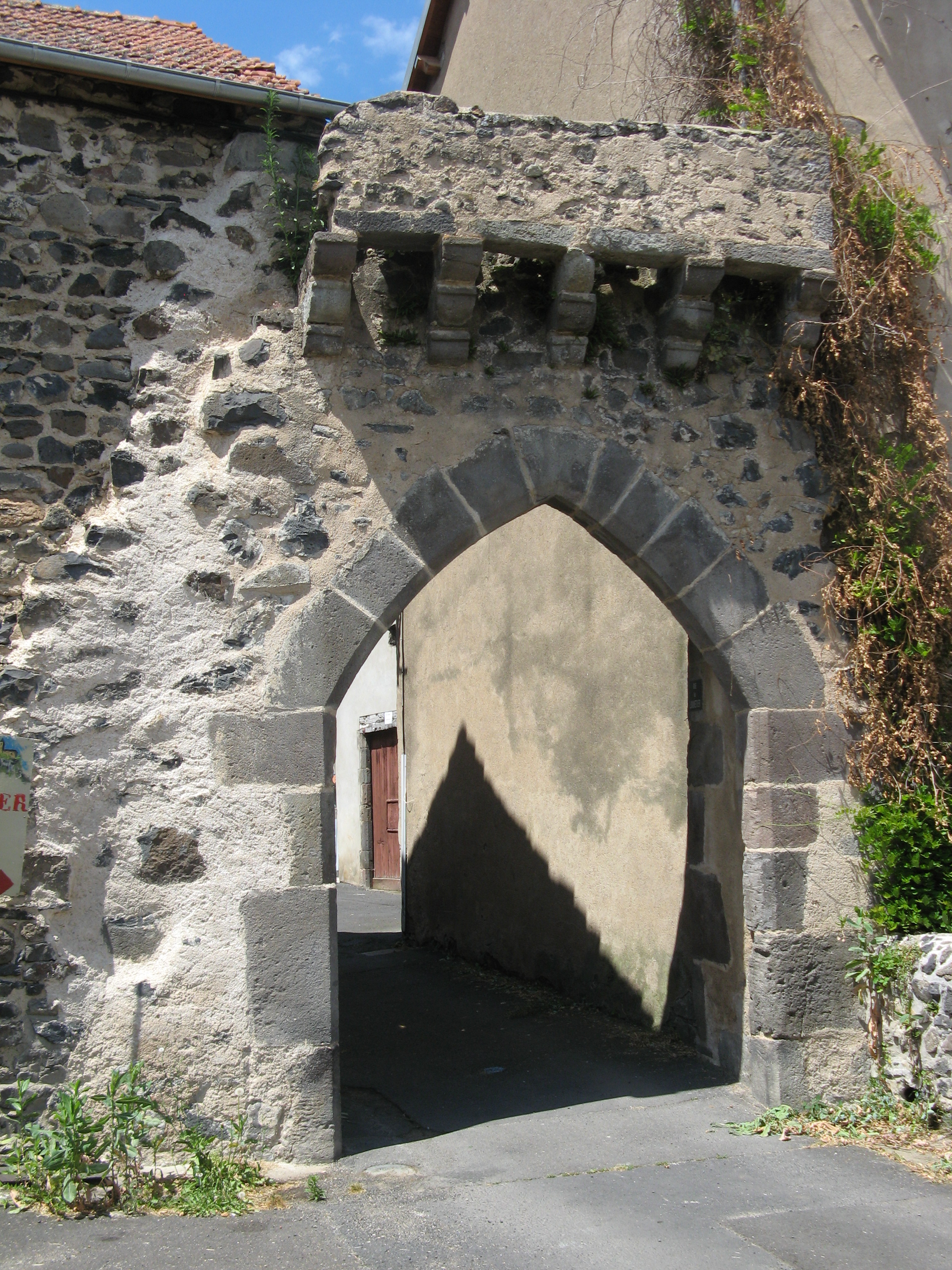
Porte de ville.
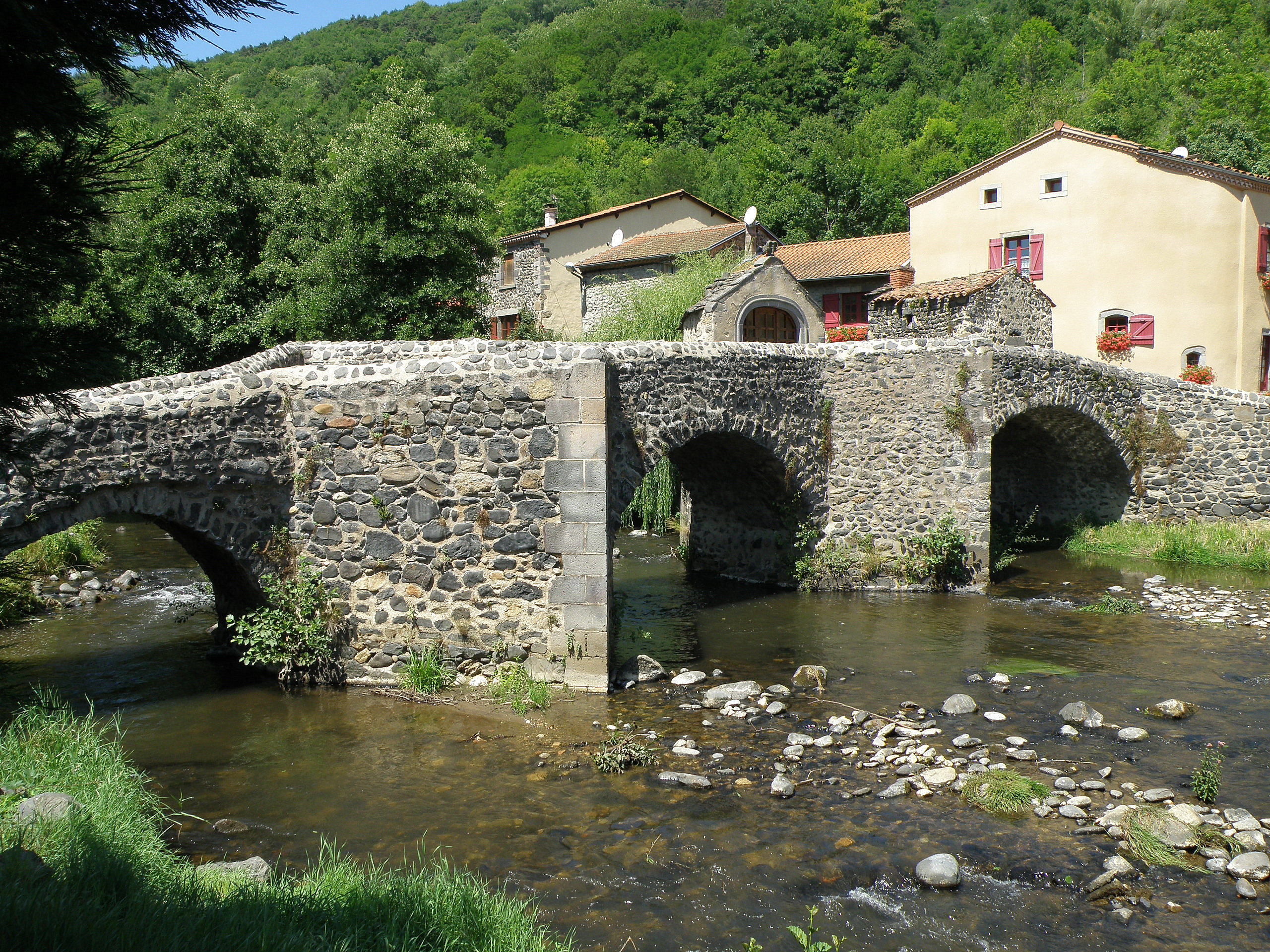
Pont médiéval.
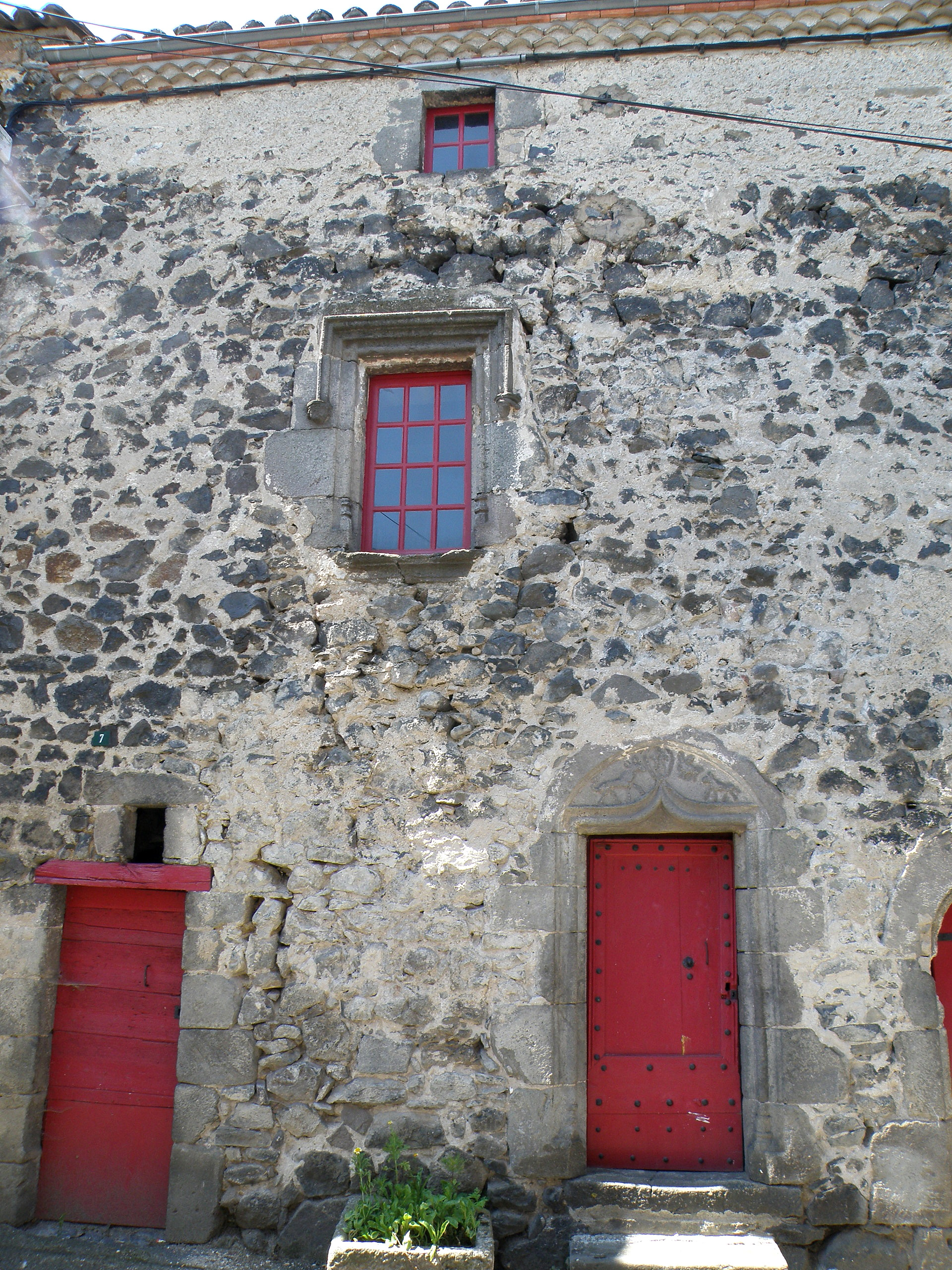
Maison du louvetier.
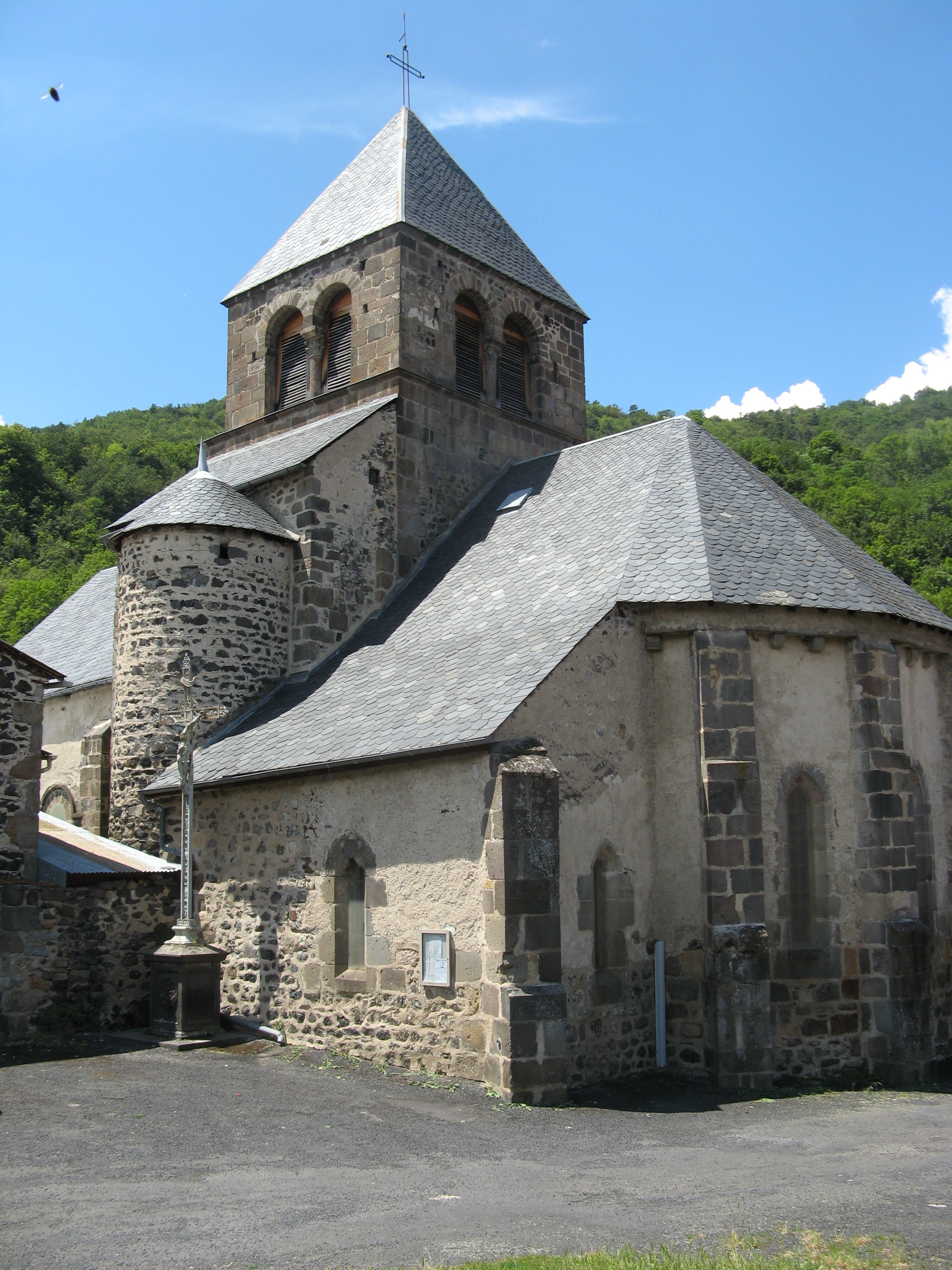
Église.
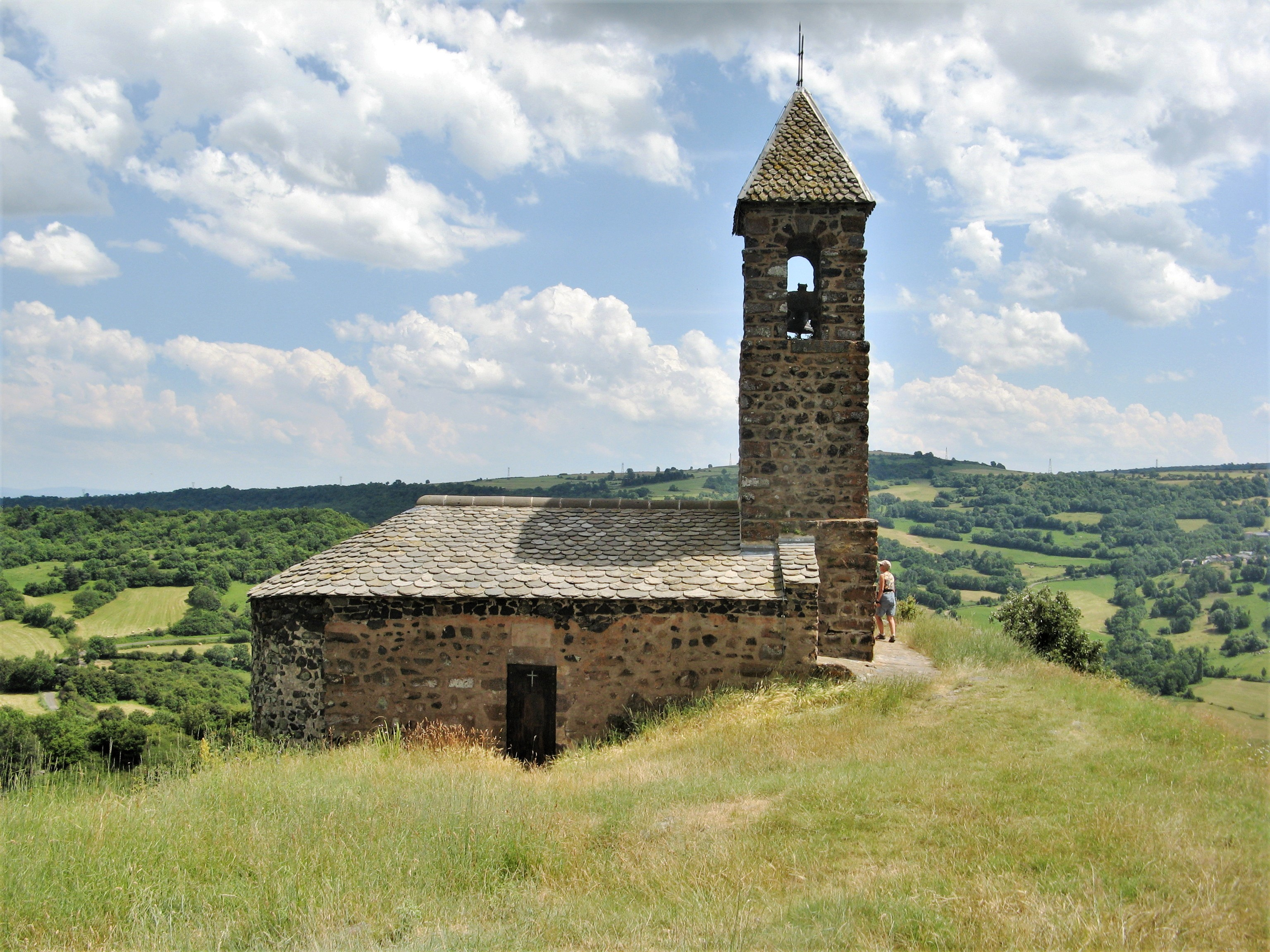
Chapelle.

### Patrimoine naturel
Trois sites naturels sont protégés par le Conservatoire d'espaces naturels d'Auvergne, en particulier, les sources salées situées sur la rive gauche de la Couze Pavin, en amont du pont médiéval. Elles forment un réseau à l'origine de la présence de plantes halophytes, qu'on trouve d'ordinaire au bord de la mer. Ces plantes protégées se développent sur les croûtes de calcaire en de petites surfaces, en particulier Spergulaire marginée, Glaux maritime et Puccinelle à épis distants.

### Personnalités liées à la commune
- La famille Bohier, alliée Duprat et Briçonnet. Saurier est un fief.
- Thomas Bohier, général des finances de Normandie, a acquis ce fief. Antoine, son fils, fut seigneur de Saurier et Saint-Cirgues. Rappel : Thomas Bohier, marié à Katherine Briçonnet, font construire le château de Chenonceau.
- Propriétaire du château, vers 1770, Léonard Bertin, juriste et ministre d'État sous Louis XVI.